# Samantha Judith Ronson
Samantha Judith Ronson (* 7. August 1977 in London) ist eine britische DJ und Singer-Songwriterin, die in Santa Monica, Kalifornien lebt.

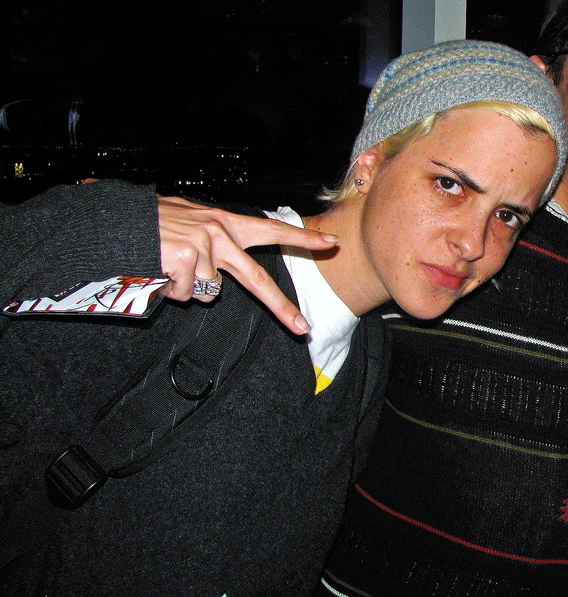
Samantha Ronson 2008

## Biografie

### Leben
Samantha Ronson wurde in London geboren. Ihre Eltern sind Ann Dexter-Jones und der Unternehmer Laurence Ronson. Ronson wuchs zusammen mit ihrer Zwillingsschwester Charlotte, die heute als Modedesignerin bekannt ist, und ihrem Bruder Mark, einem erfolgreichen Musikproduzenten, auf. Zudem hat sie fünf Halbgeschwister. Als Ronson sechs Jahre alt war, trennten sich ihre Eltern. Mit ihrer Mutter, ihren Geschwistern und Mick Jones, dem neuen Freund ihrer Mutter und Gitarrist der Rockgruppe ‘Foreigner‘, zog sie nach New York City. Ihre Eltern sind aschkenasisch-jüdischer Abstammung, mit Vorfahren aus Österreich, Russland und Litauen.  Ronson wurde im konservativen Judentum erzogen.
Ronson ist lesbisch und war unter anderem mit der Schauspielerin Lindsay Lohan zusammen. Nach der Trennung des Paares wurde bekannt, dass Ronson der Verfolgung durch die Paparazzi nicht gewachsen gewesen war. Im Jahr 2011 wurde sie häufig mit der Drehbuchautorin Erin Foster zusammen gesehen. Die Beziehung wurde jedoch nie öffentlich bekannt gegeben.

### Karriere
Ronsons startete ihre Karriere mit einigen Gigs in Nachtclubs, durch die sie sich einen Namen machte und in den folgenden Jahren bei großen Events wie der MTV-Silvestershow, dem Super Bowl, Pan American Games, Sundance Film Festival, Cannes Film Festival, AMAs und den VMAs auflegte. Außerdem spielte sie bei privaten Veranstaltungen für Prominente wie Stevie Wonder, Jimmy Kimmel, Nicole Richie, Lionel Richie, Jessica Simpson, Ellen DeGeneres, Natalie Portman, Lindsay Lohan und Jay-Z.
In den Jahren 2009, 2010 und 2014 entwarf Ronson ihr eigenes Set an Sneakers für die Firma Supra. In Zusammenarbeit mit The Cobra Snake (Mark Hunter) trat Ronson 2011 auch in einer Kampagne für das Kultmodelabel Boy London auf. Sie war Mitbesitzerin des New Yorker Nachtclubs The Plumm, zusammen mit den Schauspielern Chris Noth und Noel Ashman.
Ronson wurde der erste Rock-Act, der bei Roc-A-Fella Records unter Vertrag genommen wurde. Im Jahr 2002 wurde bekannt gegeben, dass Duncan Sheik ein Album für Ronson co-produzieren würde, das im Frühjahr erscheinen sollte. Sie veröffentlichte vier Songs: „Pull My Hair Out“, „Fool“, „If It’s Gonna Rain“ und „Built This Way“. „Built This Way“ war in dem Film Mean Girls mit Lindsay Lohan und Rachel McAdams in den Hauptrollen zu hören. „Pull My Hair Out“ war auf dem Soundtrack des Films The Woodsman mit Kevin Bacon in der Hauptrolle zu hören und der Song „Wanted“ von Rhymefest mit Samantha Ronson erschien im Film Half Nelson. Durch die Auflösung von Roc-A-Fella Records wurde das Album aber nie veröffentlicht.
Im November 2011 veröffentlichte Ronson das Album Chasing the Reds auf ihrem eigenen Label Broken Toy Records. Auf dem Album sind Gaststars wie Wale auf „Summer of Sam“, Alex Greenwald von Phantom Planet auf „Captain Jack“ und Slash auf dem Track „Love Song“ zu hören. Produziert wurde das Album vom ehemaligen Goudie-Gitarristen Jimmy Messer, wobei Ronson selbst mitproduziert hat. Ihr Bruder Mark Ronson produzierte einen Track, „Skyscrapers“.
Im Jahr 2016 gründeten Ronson, Pete Nappi und Ethan Thompson die Band Ocean Park Standoff. Die Mitglieder trafen sich erstmals 2014 bei einer Songwriting-Session. Ihre Debütsingle „Good News“ wurde am 7. Oktober 2016 zusammen mit der B-Seite „Photos & Liquor“ veröffentlicht. 2017 startete ihre erste US-Tournee, ihre Debüt-EP wurde am 3. März 2017 bei Hollywood Records veröffentlicht.

### Privates
Im Mai 2007 hatte die amerikanische Schauspielerin Lindsay Lohan einen Unfall mit ihrem Mercedes-Benz in Beverly Hills. Die Polizei fand Kokain in ihrem Auto und der Blogger Perez Hilton veröffentlichte in seinem Blog, dass die Drogen Ronson gehörten. Zwei Wochen später fing er an, „Blame Samantha“ T-Shirts zu verkaufen und nannte Ronson einen „lezbot dj“. Ronson engagierte den Anwalt Martin Garbus, um eine Klage wegen Rufmord gegen Hilton zu starten. Garbus zog sich von dem Fall zurück und weder er noch Ronson erschienen bei Hiltons Anhörung, wo der Richter zu Hiltons Gunsten und Ronson zur Zahlung von Hiltons $85.000 Anwaltskosten verurteilte. Im Mai klagte Ronson gegen Garbus vor dem Los Angeles County Superior Court. Unter den Anschuldigungen war, dass Garbus seine Pflichten als ihr Anwalt nicht erfüllt hat, weil er sich auf die Eintreibung seiner Gebühren konzentriert hat. Als Antwort auf Ronsons Fehlverhaltensklage erhob er eine Gegenklage, um seine Gebühren einzutreiben.
Am 1. August 2011 wurde Ronson in Baker, Kalifornien, angehalten, während sie von Las Vegas nach Hause fuhr. Sie wurde für das Fahren von 89 in einer 70er Geschwindigkeitszone angehalten und verhaftet, weil sie unter Alkoholeinfluss fuhr.
Im Jahr 2007 begannen die Medien über Ronson und die Schauspielerin Lindsay Lohan zu schreiben. Mehrere Zeitungen, darunter The Times und die Los Angeles Times, veröffentlichten Beiträge, in denen ihre Beziehung als romantisch beschrieben wurde. Lohan enthielt sich eines Kommentars über die Art ihrer Beziehung und erklärte, dass sie „ihr Privatleben privat halten möchte“. Ronson erklärte in einem Interview mit der Times im Juli 2010, dass sie Lohan als Mensch liebt, aber die Aufmerksamkeit der Paparazzi zu groß wurde.
Im Juni 2011, als Ronson mit Erin Foster, der Tochter des Musikproduzenten David Foster, fotografiert wurde, berichteten mehrere Medien, dass Ronson und Foster ein Paar waren. Die beiden wurden häufig zusammen fotografiert, aber Ronson hat die Beziehung nie kommentiert, außer um zu erklären, dass sie nicht Single ist.

## Diskografie

### Alben
- 2004: Red, Roc-A-Fella Records (unreleased)
- 2011: Chasing the Reds – Samantha Ronson & The Undertakers, Broken Toy Records

### Mixtapes
- 2003: Challah (mit DJ AM)
- 2004: Get High (mit Mark Ronson)
- 2004: Get S R – The C Ronson Mixtape (mit Mark Ronson)
- 2011: Chasing the Red Mix CD

### Singles
- 2000: Fool
- 2004: Pull My Hair Out
- 2004: Built This Way
- 2016: Good News (with Ocean Park Standoff)

### Remixes
- 2012: Awolnation feat. Wale – „Guilty Filthy Soul (Samantha Ronson Remix)“
- 2012: Duncan Sheik – „Kyoto Song (Samantha Ronson Remix)“
- 2013: The Chainsmokers feat. Priyanka Chopra – „Erase (Samantha Ronson Remix)“
- 2013: Natalia Kills – „Saturday Night (Samantha Ronson vs. DK Remix)“
- 2014: Lady Gaga feat. R. Kelly – „Do What U Want (Samantha Ronson Remix)“